# Tafers
Tafers is een Duitstalige plaats en gemeente in het Zwitserse kanton Fribourg en maakt deel uit van het district Sense.
Tafers telt 3.354 inwoners.

## Geschiedenis
Op 1 januari 2021 werden Alterswil en Sankt Antoni opgenomen in de gemeente Tafers.